# Oxandra maya
Oxandra maya là loài thực vật có hoa thuộc họ Na. Loài này được Miranda mô tả khoa học đầu tiên năm 1961.